# フラワーカンパニーズ
フラワーカンパニーズ（Flower Companyz）は、日本のロックバンド。1989年結成。所属レーベルはチキン・スキン・レコード。公式ファンクラブは「YOUNG FLOWERS」。略称は「フラカン」。

## メンバー
※公式サイトの「BIOGRAPHY」に準拠。
| 名前                            | 生年月日               | 血液型 | 担当楽器 |
| ------------------------------- | ---------------------- | ------ | -------- |
| 鈴木 圭介 （すずき けいすけ）   | 1969年4月30日（56歳）  | B型    | ボーカル |
| グレートマエカワ                | 1969年9月27日（55歳）  | A型    | ベース   |
| 竹安 堅一 （たけやす けんいち） | 1969年12月21日（55歳） | O型    | ギター   |
| ミスター小西 （ミスターこにし） | 1969年12月4日（55歳）  | B型    | ドラムス |

鈴木・マエカワ・小西は同じ中学校の同級生。竹安はマエカワと同じ高校の同級生。

## 来歴

### 初期
- 1989年
  - 4月23日 フラワーカンパニーズ結成。初セッションをする。
  - 8月5日 地元・名古屋にて初ライヴ。

- 1990年
  - 5月 初のデモテープ『フラワーカンパニーズ』を発売。
  - 8月 2ndデモテープ『セカンド・カンパニーズ』を発売。
  - 9月16日 「TOYOTA YOUNG MUSIC FESTIVAL」で優勝。また、マエカワが同大会でベストベーシスト賞を受賞。

- 1991年
  - 1月 3rdデモテープ『天狗』を発売。
  - 6月 4thデモテープ『浪漫の尻尾』を発売。
  - 10月18日 東京で初のライヴを行う。

- 1992年
  - 2月28日 アルバム『聞コエマスカ』を発売。初のCD音源となった（デビュー以前に発表されたCDはこの作品のみである）。また同日、名古屋「E.L.L」にてレコ発ワンマンライブを行う。
  - 6月 5thデモテープ『フラカンの赤い夕暮れ』を発売。
  - 9月 6thデモテープ『フラカンの暗い週末』を発売。

- 1993年
  - 1月 7thデモテープ『フラカンの幸せ降ってこい』を発売。
  - 4月 8thデモテープ『フラカンの孤高の戦士（ソルジャー）』を発売。

- 1994年
  - 2月 メンバー上京。

### 第一期メジャー
- 1995年
  - 2月 アンティノスレコードと契約。
  - 3月8日 同日発売の中山加奈子の1stアルバム『ナカヤマの一発。』にメンバー全員でコーラス参加。自らのバンドよりも先にコーラスとしてクレジットされた。
  - 5月21日 1stアルバム『フラカンのフェイクでいこう』でアンティノスレコードからメジャー・デビュー。翌22日よりツアー「フラカンの情熱ズンドコロックンロールツアー」（計5本）をスタート。
  - 10月21日 自ら設立したインディーズ・レーベル“カレーライスレコード”よりオフィシャル・ブートレグ・シングル『夢の列車』を発売。また、それを記念したツアー「フラカンの夢の列車発車オーライツアー」（計9本）をスタート。

- 1996年
  - 2月21日 1stシングル『孤高の英雄』、2ndアルバム『フラカンのマイ・ブルー・ヘブン』同時発売。
  - 2月26日 レコ発ツアー「フラカンの孤高のロックンロールツアー」スタート。
  - 4月24日 初のライブLP『フラワーカンパニーズ・オンステージ第一集 下北沢の夜・大実況録音盤』を発売。
  - 5月12日　上記LP発売記念として、下北沢QUEにてワンマンライヴを行う。チケットは即日完売となった（フラカンにとって初）。このライヴの模様は、後にライブLP第3集に収録された。
  - 7月1日 ミニアルバム『恋をしましょう』を発売。
  - 8月3日 2ndライブLP『フラワーカンパニーズ・オンステージ第二集 D.EEP. A. G.O. G.O.!』を発売。
  - 10月2日 3部作コンセプトリリース第1弾として、2ndシングル『俺たちハタチ族 Part 1 〜ああ今日も空振り』を発売。
  - 10月26日 3rdライブLP『フラワーカンパニーズ・オンステージ第三集 ゴールデンリサイタル '96』を発売。
  - 11月1日 3部作コンセプトリリース第2弾として、3rdシングル『俺たちハタチ族 Part 2 〜冬のにおい』を発売。
  - 11月21日 3部作コンセプトリリース第3弾として、3rdアルバム『俺たちハタチ族』を発売。

- 1997年
  - 3月21日 初のライブ映像作品『地下室からこんにちは』を発売。
  - 5月20日 4thシングル『靴下』を発売。
  - 8月20日 5thシングル『最高の夏』を発売。
  - 9月18日 初のベスト・アルバム『ヤングフラワーズ 〜Early FLOWER COMPANYZ』を発売。
  - 11月5日 6thシングル『ヒコーキ雲』を発売。表題曲はアニメ『はれときどきぶた』のエンディングテーマとなる。

- 1998年
  - 2月24日 7thシングル『涙よりはやく走れ/さっぱり行進曲』を発売。
  - 4月8日 8thシングル『ホップ ステップ ヤング』を発売。
  - 4月22日 4thアルバム『マンモスフラワー』を発売。
  - 5月7日 初の全国ツアー「フラカン全国マンモス・クラブサーキット」（17ヶ所、全19公演）スタート。
  - 7月18日 9thシングル『LOVE ME DO』を発売。
  - 9月9日 10thシングル『元気ですか』、2ndライブビデオ『Mammoth Club Circuit』を同時発売。

- 1999年
  - 1月21日 11thシングル『夜明け』を発売。
  - 2月24日 5thアルバム『Prunes & Custard』を発売。
  - 3月20日 3rdライブビデオ『Live West & East』を発売。

- 2000年
  - 2月2日 12thシングル『BELLBOTTOM JACK』を発売。
  - 3月30日 6thアルバム『怒りのBONGO』のアナログ盤をCDに先駆けて発売。CDは4月5日発売。
  - 4月7日 ライブツアー2000“怒りのBONGO”（全国22ヶ所）スタート。

### 第一期インディーズ
- 2001年
  - 3月 アンティノスレコードを離れる。
  - 8月8日 13thシングル『真赤な太陽』をライブ会場限定で発売。
  - 11月5日 「2001年秋LIVE TOUR“幸せまっしぐら”」（全国9ヶ所、全10公演）スタート。

- 2002年
  - 2月28日 フラカン春のツアー「白眼充血絶叫天国」（全国13ヶ所）スタート。また同日、14thシングル『人間の爆発』をライブ会場限定で発売。
  - 7月31日 7thアルバム『吐きたくなるほど愛されたい』を、自らのレーベル「TRASH RECORDS（トラッシュ・レコーズ）」より発売。
  - 10月23日 ベスト・アルバム『Singles & More 〜Antinos Years』を発売。発売元はエピックレコードジャパン。
  - 11月7日 裏ベスト・アルバム『スーパー裏ベスト』を発売。発売元はトラッシュレコーズ。

- 2003年
  - 1月8日 15thシングル『真冬の盆踊り』を発売。
  - 4月2日 8thアルバム『発熱の男』を発売。
  - 8月23日 「フラカンツアー2003」（全国19ヶ所）スタート。また同日、初のライブアルバム『フラカン一座、熱狂低気圧 磔磔ライブ』をライブ会場限定で発売。
  - 11月12日 9thアルバム『東京タワー』を発売。

- 2004年
  - 1月12日 フラワーカンパニーズ2004「続・東京タワー～男達は朝焼けを目指すPart.1」（全国9ヵ所）スタート。
  - 4月21日 初のビデオクリップ集『THE BEST OF FLOWER COMPANYZ "映像の爆発!" フラカン・ビデオ・クリップ集』を、フラカン初のDVD作品として発売。
  - 8月27日 「SET YOU FREE～SUMMER FESTA　2004」に出演。この日のライブにて鈴木が転倒、額から血を流しながら歌唱した。このときの映像はベストアルバム『フラカン入門』の初回盤に付属のDVDに収録されている。
  - 9月15日 16thシングル『深夜高速』を発売。
  - 9月25日 「フラカンツアー2004」（全国25ヶ所、全27公演）スタート。
  - 11月25日 10thアルバム『世田谷夜明け前』を発売。

- 2005年
  - 2月18日 「フラカンツアー2005」（全国34ヶ所）スタート。
  - 10月28日 フラワーカンパニーズLIVE TOUR「It's Only Rock'yun' Roll」（全国20ヶ所）スタート。
  - 12月7日 4thライブDVD『LIVE FLOWER at shibuya O-west July 2005』を発売。

このほか、年間100本を超えるライブを行う。
- 2006年
  - 2月17日 「フラカンツアー2006」（全国40ヶ所、全45公演）スタート。
  - 3月25日 17thシングル『はじまりのシーン』をライブ会場限定で発売。
  - 7月5日 11thアルバム『脳内百景』を発売。
  - 10月28日 「フラワーカンパニーズツアー2006 脳内百景」（全国19ヶ所）スタート。
  - このほか、前年に引き続き年間100本を超えるライブを行う。

- 2007年
  - 4月25日 再発盤『フラカンのフェイクでいこう+恋をしましょう+7』と『フラカンのマイ・ブルー・ヘブン+5』同時発売。
  - 6月13日 18thシングル『下北沢へ出かけよう/下北沢へ出かけない』を発売。また同時に、ニューロティカとのスプリット・ライブDVD『Live Shock Loft ニューロティカ×フラワーカンパニーズ』を発売。
  - 10月10日 ベスト・アルバム『BEST FLOWER 〜Trash Years〜』、ライブアルバム+レアトラック集『LIVE TRASH, RARE TRASH』（ライブ会場限定）同時発売。
  - 11月13日 「TRASH LIVE TOUR」（全国13ヶ所、全14公演）スタート。

### 第二期メジャー
- 2008年
  - 3月19日 再発盤『俺たちハタチ族+9』と『マンモスフラワー+6』同時発売。
  - 4月1日 19thシングル『この胸の中だけ』をライブ会場限定で発売。
  - 11月26日 20thシングル『この胸の中だけ』、12thアルバム『たましいによろしく』を同時発売。7年8ヶ月ぶりのメジャー復帰作となった。

- 2009年
  - 1月16日 「ツアー2009 たましいによろしく」スタート。
  - 4月23日 結成20周年記念ワンマンライブ「フラカン生誕20周年記念祭」を京都磔磔で開催。
  - 9月16日 結成20周年記念として、トリビュートアルバム『深夜高速 -生きててよかったの集い-』を発売。また、再発盤『Prunes & Custard+3』と『怒りのBONGO+3』同時発売。
  - 10月17日 日比谷野外大音楽堂にて、結成20周年記念ライブ「20年だヨ! 全員集合」開催。また、ライブ終了後から、ベストアルバム『フラカン入門』収録曲の選曲参考用アンケートを3週間にわたり実施。

- 2010年
  - 1月27日 初のオールタイム・ベストアルバム『フラカン入門』を発売。
  - 3月31日 21stシングル『元少年の歌』を発売。初の映画主題歌となる。
  - 9月上旬　小西が右足を骨折。治療とリハビリのためしばらくの間休養に入る。その間のライブにはサポートドラマーとして、クハラカズユキとサンコンJr.が参加。
  - 10月11日 フラワーカンパニーズ全国ツアー『チェスト! チェスト! チェスト!』スタート。
  - 11月3日 13thアルバム『チェスト! チェスト! チェスト!』を発売。

- 2011年
  - 4月13日 ドキュメンタリー映画『終わらないツアー-フラワーカンパニーズ結成20周年とその後-』のDVDが発売。
  - 10月24日 新曲「246」のライブ映像の無料配信をスタート。
  - 10月29日 フラワーカンパニーズ全国ツアー『秋チェスト冬チェスト』スタート。

- 2012年
  - 4月14日 フラワーカンパニーズ全国ツアー『春チェスト初夏チェスト(仮)』スタート。
  - 4月27日 昨年のARABAKI ROCK FEST.で開催予定であったが東日本大震災の影響で中止となっていた『フラワーカンパニーズ×斉藤和義〜フラカン和義のロックンロール500万ボルト〜』をリベンジ開催。
  - 9月29日 地元・名古屋において初の主催イベント『DRAGON DELUXE 2012』開催（ゲストは怒髪天、POLYSICS）。
  - 10月3日 14thアルバム『ハッピーエンド』を発売。
  - 10月18日 フラワーカンパニーズ全国ツアー『ハッピーエンド 2012‐2013』スタート。

- 2013年
  - 1月23日 22ndシングル『ビューティフルドリーマー』を発売。
  - 3月22日 ライブ・アルバム『@WWW 2013.1.23 Premium Live “Beautiful Dreamer”』を発売。
  - 8月28日 23rdシングル『夜空の太陽』を発売。
  - 9月21日 『DRAGON DELUXE 2013』開催（ゲストはThe ピーズ、クリープハイプ）。
  - 10月23日 ベスト・アルバム『新・フラカン入門 (2008-2013)』を発売。梅田AKASOよりワンマンツアー『上京20才前』スタート。翌年の3月16日まで全15公演。

- 2014年
  - 2月4日 TSUTAYA O-Westにて『上京成人式』開催。
  - 4月5日 結成25周年ツアー『4人で100才』スタート（7月4日の恵比寿LIQUIDROOMまで全25公演）。
  - 10月11日 『DRAGON DELUXE 2014』開催（ゲストは斉藤和義、新山詩織）。
  - 10月22日 トリビュートアルバム『I♥FC MORE THAN EVER』を発売。
  - 10月25日 フラカン結成25周年 〜ほぼ対バンtour〜『シリーズ・人間の爆発スペシャル』スタート。

- 2015年
  - 1月21日 15thアルバム『Stayin' Alive』を発売。3月1日よりワンマンツアー「Stayin' Alive」スタート。
  - 9月16日 ミニ・アルバム『夢のおかわり』、バンド初のヒストリー本『消えぞこない』を同時発売。
  - 10月3日 『DRAGON DELUXE 2015』開催（ゲストは真心ブラザーズ、Go! go! vanillas）。
  - 12月19日 初の日本武道館公演「フラカンの日本武道館~生きててよかった、そんな夜はココだ!~」を開催。

- 2016年
  - 2月16日 バンド初の47都道府県ワンマンツアー「夢のおかわり2016」を梅田AKASO（大阪）よりスタート。
  - 3月16日 映像作品『フラカンの日本武道館 -生きててよかった、そんな夜はココだ!-』発売、「青い吐息のように」配信開始。
  - 7月30日 大阪・心斎橋BIG CATにて主催イベント『フラカンのオオサカサマレスト!2016』を開催（ゲストはハルカトミユキ）

### 第二期インディーズ
- 2017年
  - 2月5日 対バンツアー『シリーズ・人間の爆発～クアトロ編』を名古屋CLUB QUATTROよりスタート（全3カ所3公演、ホフディラン・The Birthdayと共演）。
  - 2月12日 24thシングル『あまくない』を自主レーベル『カレーライスレコード』よりライヴ会場限定で発売、4月からは「ゴー!ゴー!ライブハウスキャンペーン!」と題し、今作を全国のライヴハウスで販売を開始した[5]。
  - 3月4日 ワンマンツアー「フラカン28号」を郡山HIP SHOT JAPAN（福島）よりスタート（全16カ所19公演）。
  - 6月24日 自主レーベル「チキン・スキン・レコード」の立ち上げを発表し、活動の場を再びインディーズへ移した。

- 2018年
8月1日 初のアコースティック・セルフカバー・アルバム『フォークの爆発第1集〜29〜 』を発売。

- 2019年
2月2日 30周年幕開けワンマンライブ『  フラカン30周年のはじまりはじまり 』を浅草公会堂で開催。
4月11日 ワンマンツアー『 30年のキセキ 』が大阪十三FANDANGOからスタート。
結成30周年記念シングル『いましか』がライブ会場にて販売開始。
4月23日 結成30周年を迎える。
4月29日 鈴木圭介お誕生日企画2days『鈴木圭介・40代最後の夜』を名古屋Electric Lady LandでEARTHSHAKERとの対バンで開催。
4月30日 ワンマンライブ『 平成ラストと鈴木圭介誕生日 』を名古屋E.L.Lで開催。
29、30両日、鈴木作画のイラスト入りピルケースをお土産として配布。
8月10日 ワンマンライブ『 30年のキセキSPECIAL PART 1  [ 2005〜2019 ]  』を恵比寿LIQUIDROOMで開催。
9月4日 17枚目のアルバム『50×4』を発売。
9月12日 ワンマンライブ『 30年のキセキSPECIAL PART 2  [ 1989〜2005 ]  』を恵比寿LIQUIDROOMで開催。
9月27日 グレートマエカワ50歳お誕生日企画『完全無欠のオーバーオーラー〜グレートマエカワAGE 50〜』を千葉LOOKで開催。グレートマエカワの似顔絵入り金太郎飴をお土産として配布。
10月4日 名古屋国際会議場センチュリーホールにて、主催イベント『フラワーカンパニーズ presents DRAGON DELUXE DELUXE 〜30周年スペシャル〜』を開催、ゲストとして、スピッツを迎えた。
11月16日 ワンマンツアー『50×5』が埼玉HEAVEN'S ROCKからスタート。
12月4日 ミスター小西50歳お誕生日企画『歌うドラマー、ミスター小西〜五十を祝う、吉備の夕べ…〜』を岡山ペパーランドで開催。小西描き下ろしのビックリマン風ステッカーと本人ブロマイドをお土産として配布。
12月14日 フラワーカンパニーズpresents『第二回ニワトリフェスティバル』を渋谷TSUTAYA O-EASTで開催。出演はフラワーカンパニーズ、常田真太郎、尾崎世界観、加藤ひさし、曽我部恵一、クハラカズユキ、サンコンJr.。
12月21日 竹安生誕の地神戸に於ける50歳記念公演『共鳴するSG〜フラカンVS人間椅子〜』を神戸Harbor Studioで開催。竹安作画の目元イラスト入りアイマスクをお土産として配布。

- 2020年
  - 2月29日 同日予定されていた公演が新型コロナウイルスの蔓延で開催中止、延期。
  - 4月1日 アンティノス期の映像をまとめたBlu-ray『フラカン、二十代の記録 -Flower Companyz Twenties Records-』発売。
  - 8月27日 無観客で、初の横浜アリーナからリモートライブ『フラカンの横浜アリーナ〜生き続けてる事は最大のメッセージ!〜』を開催した。
  - 9月1日 『月刊フラカンFEVER2020』vol.9を新代田LIVE HOUSE FEVERで開催。2月24日盛岡CLUB CHANGE WAVE以来、観客を入れてのライブは実に189日ぶりだった。
  - 9月19日 『フラワーカンパニーズ presents DRAGON DELUXE ワンマン編』が開催された。通常はゲストを呼ぶ対バン企画だが、コロナの影響もあってワンマンライブとして開催された。
  - 10月4日 26thシングル『履歴書』がライブ会場、公式通販にて発売。
  - 秋頃から「全国各地のライヴハウスやイベンターさんたちと日々思いを交わしながら、ふらっと決めてふらっとライヴをしにいこう」という趣旨のもと、ライブ・シリーズ「ふらっとフラカン・シリーズ」の開催を始める。
  - 11月11日 ライブDVD『フラカンの横浜アリーナ -リモートライヴ編- 〜生き続けてる事は最大のメッセージ!〜』がライブ会場、公式通販にて発売。
  - 11月19日から24日まで延期となっていたツアー『50×5』のファイナルシリーズを名古屋(19日)、大阪(20日)、東京(24日)にて開催。
  - 11月27日・12月9日 THE FIRST TAKEに「深夜高速」「東京タワー」でそれぞれ出演。
  - 12月23日 18枚目のアルバム『36.2℃』発売。

- 2021年
  - 1月16日 愛知県・豊橋Club KNOT公演を皮切りに「ふらっとフラカン シリーズ∼36.2℃∼」を開催。
  - 8月3日 THE NEATBEATSとのスプリット・シングル『ROCK TOWN BABY / ザッツオーライ』を発売。
  - 11月14日 新潟県・CLUB RIVERST公演を皮切りにワンマンツアー「ザッツオーライ、発車オーライ」を開催。

- 2022年
  - 4月9日 愛媛県・松山W studio RED公演を皮切りにワンマンツアー「三十三年連続BOP」を開催。また同日よりシングル「絶賛公開中/行ってきまーす」をライブ会場・公式通販にて販売。
  - 9月7日 19枚目のアルバム『ネイキッド!』発売。
  - 9月23日 日比谷野外大音楽堂にて、結成33周年と野音99周年の記念ライブ「ゾロ目だョ全員集合！～フラカン33年、野音99年～」を開催。
  - 11月5日 茨城県・水戸ライトハウス公演を皮切りに2023年4月30日の三重・四日市CHAOS公演まで、全国33箇所を回るワンマンツアー「いつだってネイキッド’22/’23」を開催。

- 2023年
  - 2月 福岡・東京にて写真展『CHIYORI × FLOWER COMPANYZ 2023 vol.1・vol2』を開催。
  - 2月25日 LIVE Blu-ray『二十五年後 〜フラカンの日比谷野音 2022と1997〜』を発売。
  - 6月3日 千葉LOOK公演を皮切りに「フラカンのサマーツアー2023」（10カ所11公演）を開催。会場毎に異なるテーマを設けエレキライブとアコースティックライブが混在する異色のツアー。
  - 7月7日 「フラカンの七夕ワンマンショウ2023～オールカヴァーでフォークの爆発～」を配信。ライブ映像は直前に京都磔磔2階の楽屋スペースで収録。オールカヴァーでのライブは初の企画。
  - 7月11日 心斎橋ANIMAにてツーマンライブ「シリーズ・人間の爆発～龍虎真剣勝負2023～」を愛はズボーンと開催
  - 8月5日 28th single『気持ちいい顔でお願いします/セミ・ロング』をリリース。
  - 9月2日 100周年を迎える東京・日比谷野外大音楽堂にてツーマンライブ「帰ってきたぞぉぉ、っちゅうか死ぬまでヨサホイ～YOSAHOI IN HIBIYA～」を開催。ピーズとフラカンのシリーズ「ヨサホイツアー」が11年ぶりに復活した。
  - 10月14日よりSMBCグループTVCM「緑のグループ・カラフルな人びと　白井櫻」篇（30秒）で「深夜高速」の英語ver.がCM用に初めて作成、放映された。（英訳・編曲：THE CHARM PARK）
  - 10月21日 愛知・名古屋 DIAMOND HALLにてツーマンライブ「DRAGON DELUXE 2023」を四星球と開催。
  - 11月11日 伊勢RHYTHM公演を皮切りに2024年1月14日出雲APOLLO公演で終わるワンマンツアー「神様ツアー」（13カ所14公演）を開催。同日、29th single『天の神さまの言うとおり/スタンドアローン』をリリース。
  - この他、「ロックのほそ道」（スピッツ主催）など多数のライブイベントに出演。

- 2024年
２月4日～ ワンマンライブ「上京30祭」を東京・大阪・名古屋で開催。
3月3日 30thシングル『アメジスト/ハートのレース』とデジタルシングル『ディスイズナゴヤ』を同時リリース。
3月17日～　結成35周年ツアー「今が旬」を開催。兵庫・姫路LIve House Beta公演を皮切りに、7月20日鳥取LOVE FLASH FEVER公演まで全国26カ所27公演。
4月7日より京都α-STATION(FM京都)の番組「CHARMING BONGO」でレギュラーDJを担当。
7月19日より、ラグビー日本代表の選手が出演する三井住友銀行のCMにフラワーカンパニーズ自身が新たに演奏した『深夜高速』が使用され、全国放映。
8月2日～25日「フラカン2024夏シリーズ」公演を名古屋・大阪・横浜で開催。
９月11日　『深夜高速』(c/wロックンロール)の7inchアナログ盤をリリース。わずか18時間で予約完売となり、10月23日に再プレス盤が発売された。
9月18日　仙台GIGSで開催されたスピッツ主催「ロックのほそ道2024」に出演。
9月～12月　「シリーズ・人間の爆発」w/サニーデイ・サービス、ピーズ×フラカン「ヨサホイツアー2024」、「DRAGON DELUXE 2024」w/THE COLLECTORS、 「NAGANO CLUB JUNK BOX 25th Anniversary ~ライブハウスの魂~」w/竹原ピストル他、対バン公演多数。
尚、この年はメンバーが55歳を迎える年にあたり、それぞれの誕生日ライブ「55の夜」が開催された。

- 2025年
1月20日～ ぴあYouTubeチャンネルで『月刊フラカン武道館 Part2』の配信を開始。
1月22日　20th album『正しい哺乳類』をリリース。
1月25日～　結成35周年ツアー第二弾「正しい哺乳類ツアー2025」を、磐田FMSTAGE～追加公演の高崎Club JAMMERSを含む全国22カ所で開催。
3月～　FM COCOLO「THE MUSIC OF NOTE[6]」3月DJを担当。「鈴木康博フォークソング・メモリーズ」に鈴木圭介、竹安堅一がゲスト出演。TBS系「ラヴィット！」に生出演、スタジオで「深夜高速」を生演奏。
4月～　京都α-STATION(FM京都)「CHARMING BONGO」のレギュラーDJ継続。
5月27日～ 「シリーズ・人間の爆発」w/友部正人（名古屋・京都）、w/ザ・ビートモーターズ(神戸）を開催。
6月20日～　Instagramにて結成以来発表した300以上の楽曲を音楽ライター等がレビューする「フラカンの音楽目録」の連載を開始[7]。
7月5日～ アコースティック・ワンマンツアー「フォークの爆発2025～座って演奏するスタイルです～」を開催（福島・東京・三重・広島）。
7月9日　企画アルバム『HESOKURI 〜オリジナルアルバム未収録集〜』をリリース。
7月11日　楽曲「深夜高速」を絵本化した『歌詞の本棚　深夜高速』（歌詞：鈴木圭介、絵：丹下京子）をリットーミュージックより発売[8]。
7月16日　「ただいま実演中 / ピュアな匂いがチョイナチョイナ」の2曲をダブルAサイド・シングルとしてデジタルリリース。
9月20日に2度目の日本武道館公演｢フラカンの日本武道館 Part2 ～超・今が旬～｣の開催決定。

## ディスコグラフィ

### デモテープ
- フラワーカンパニーズ （1990年5月）
- セカンド・カンパニーズ （1990年8月）
- 天狗 （1991年1月）
- 浪漫の尻尾 （1991年6月）
- フラカンの赤い夕暮れ （1992年6月）
- フラカンの暗い週末 （1992年9月）
- フラカンの幸せ降ってこい （1993年1月）
- フラカンの孤高の戦士（ソルジャー） （1993年4月）

### シングル
|      | リリース日     | タイトル                                      | 規格               | 規格品番                                  | 備考                                                   |
| ---- | -------------- | --------------------------------------------- | ------------------ | ----------------------------------------- | ------------------------------------------------------ |
| 1st  | 1996年2月21日  | 孤高の英雄                                    | 8cmCD              | ARDJ-5026                                 |                                                        |
| 2nd  | 1996年10月2日  | 俺たちハタチ族 Part 1 〜ああ今日も空振り      | 12cmCD             | ARCJ-52                                   |                                                        |
| 3rd  | 1996年11月1日  | 俺たちハタチ族 Part 2 〜冬のにおい            | 12cmCD             | ARCJ-54                                   | 冬のにおい：スペースシャワーTV 1996年11月度POWER PUSH! |
| 4th  | 1997年5月21日  | 靴下                                          | 8cmCD              | ARDJ-5048                                 |                                                        |
| 5th  | 1997年8月21日  | 最高の夏                                      | 8cmCD              | ARDJ-5055                                 |                                                        |
| 6th  | 1997年11月6日  | ヒコーキ雲                                    | 8cmCD              | ARDJ-5060                                 |                                                        |
| 7th  | 1998年2月25日  | 涙よりはやく走れ/さっぱり行進曲               | 8cmCD              | ARDJ-5061                                 |                                                        |
| 8th  | 1998年4月8日   | ホップ ステップ ヤング                        | 8cmCD              | ARDJ-5065                                 |                                                        |
| 9th  | 1998年7月18日  | LOVE ME DO                                    | 8cmCD              | ARDJ-5072                                 |                                                        |
| 10th | 1998年9月9日   | 元気ですか                                    | 8cmCD              | ARDJ-5074                                 |                                                        |
| 11th | 1999年1月21日  | 夜明け                                        | 8cmCD              | ARDJ-5082                                 |                                                        |
| 12th | 2000年2月2日   | BELLBOTTOM JACK                               | 12cmCD             | ARCJ-126                                  |                                                        |
| 13th | 2001年8月8日   | 真赤な太陽                                    | 12cmCD             | CRFC-001                                  | ライブ会場・通信販売限定                               |
| 14th | 2002年2月28日  | 人間の爆発                                    | 12cmCD             | CRFC-002                                  | ライブ会場・通信販売限定                               |
| 15th | 2003年1月8日   | 真冬の盆踊り                                  | 12cmCD             | TXCA-4                                    |                                                        |
| 16th | 2004年9月15日  | 深夜高速                                      | 12cmCD             | TXCA-11                                   |                                                        |
| 17th | 2006年3月25日  | はじまりのシーン                              | 12cmCD             | TXXC-1003                                 | ライブ会場・通信販売限定                               |
| 18th | 2007年6月13日  | 下北沢へ出かけよう/下北沢へ出かけない         | 12cmCD             | RTC-002                                   |                                                        |
| 19th | 2008年4月1日   | この胸の中だけ                                | 12cmCD             |                                           | ライブ会場限定                                         |
| 20th | 2008年11月26日 | この胸の中だけ                                | 12cmCD+DVD 12cmCD  | AICL-1971/2（初回盤） AICL-1973（通常盤） | 初回生産限定盤：CD+DVD                                 |
| 21st | 2010年3月31日  | 元少年の歌                                    | 12cmCD+DVD 12cmCD  | AICL-2097/8（初回盤） AICL-2099（通常盤） | 初回生産限定盤：CD+DVD 映画『誘拐ラプソディー』主題歌  |
| 22nd | 2013年1月23日  | ビューティフルドリーマー                      | 12cmCD+DVD 12cmCD  | AICL-2493/4（初回盤） AICL-2395（通常盤） | 初回生産限定盤：CD+DVD                                 |
| 23rd | 2013年8月28日  | 夜空の太陽                                    | 12cmCD+DVD 12cmCD  | AICL-2516/7（初回盤） AICL-2518（通常盤） | 初回生産限定盤：CD+DVD                                 |
| 24th | 2017年2月9日   | あまくない                                    | 12cmCD             | CRFC-003                                  | コンサート会場及び通販サイトで販売                     |
| 25th | 2019年4月11日  | いましか                                      | 12cmCD             | CSRCD-3                                   | コンサート会場及び通販サイトで販売                     |
| 26th | 2020年10月4日  | 履歴書                                        | 12cmCD             | CSRCD-4                                   | コンサート会場及び通販サイトで販売                     |
| 27th | 2022年4月9日   | 絶賛公開中/行ってきまーす                     | 12cmCD             | CSRCD-6                                   | コンサート会場及び通販サイトで販売                     |
| 28th | 2023年8月5日   | 気持ちいい顔でお願いします/セミ・ロング       | 12cmCD             | CSRCD-7                                   | コンサート会場及び通販サイトで販売                     |
| 29th | 2023年11月11日 | 天の神さまの言うとおり/スタンドアローン       | 12cmCD             | CSRCD-8                                   | コンサート会場及び通販サイトで販売                     |
| 30th | 2024年3月3日   | アメジスト/ハートのレース                     | 12cmCD             | CSRCD-9                                   | コンサート会場及び通販サイトで販売                     |
| 31th | 2025年7月16日  | ただいま実演中/ピュアな匂いがチョイナチョイナ | デジタル・シングル |                                           | デジタル配信のみ                                       |

※アンティノス時代に発表された1stから12thまでのシングルは廃盤。

### オリジナル・アルバム
※アンティノス時代に発表された1stから6thまでのアルバム、およびミニアルバムは再発アルバムリリースに伴い廃盤。

### 再発アルバム
|                                   | リリース日    | タイトル                                    | 規格 | 規格品番  |
| --------------------------------- | ------------- | ------------------------------------------- | ---- | --------- |
| 1st+ミニアルバム+ボーナストラック | 2007年4月25日 | フラカンのフェイクでいこう+恋をしましょう+7 | CD   | MHCL-1058 |
| 2nd+ボーナストラック              | 2007年4月25日 | フラカンのマイ・ブルー・ヘブン+5            | CD   | MHCL-1059 |
| 3rd+ボーナストラック              | 2008年3月19日 | 俺たちハタチ族+9                            | CD   | MHCL-1314 |
| 4th+ボーナストラック              | 2008年3月19日 | マンモスフラワー+6                          | CD   | MHCL-1315 |
| 5th+ボーナストラック              | 2009年9月16日 | Prunes & Custard+3                          | CD   | AICL-2040 |
| 6th+ボーナストラック              | 2009年9月16日 | 怒りのBONGO+3                               | CD   | AICL-2041 |

### ベスト・アルバム
|     | リリース日     | タイトル                                 | 規格      | 規格品番                                   | 備考 |
| --- | -------------- | ---------------------------------------- | --------- | ------------------------------------------ | --- |
| 1st | 1997年9月18日  | ヤングフラワーズ 〜Early FLOWER COMPANYZ | CD        | ARCJ-71                                    | |
| 2nd | 2002年10月23日 | Singles & More 〜Antinos Years           | CD        | ESCL-9082                                  | アンティノス時代のシングルを中心としたベスト。通称「花表」。 |
| 3rd | 2002年11月7日  | スーパー裏ベスト                         | CD        | TXCA-02                                    | メンバー選曲によるベスト。通称「花裏」。 |
| 4th | 2007年10月10日 | BEST FLOWER 〜Trash Years〜              | CD        | TXCA-19                                    | トラッシュレコーズ移籍後のベストアルバム。 |
| 5th | 2010年1月27日  | フラカン入門                             | CD+DVD CD | AICL-2079/80（初回盤） AICL-2081（通常盤） | 結成20周年を記念した初のオールタイムベストアルバム。 収録曲はオフィシャルサイトで行われたアンケートを参考に決定。 初回生産限定盤のみ激レアライブ映像＋「深夜高速（2009）」ビデオクリップを収録したDVD付。 |
| 6th | 2013年10月23日 | 新・フラカン入門 (2008-2013)             | CD+DVD CD | AICL-2594/95（初回盤） AICL-2596（通常盤） | 2008年のメジャー復帰以降の楽曲が選ばれたベストアルバム。 |

### その他のアルバム
|                      | リリース日     | タイトル                                           | 規格      | 規格品番                                   | 備考 |
| -------------------- | -------------- | -------------------------------------------------- | --------- | ------------------------------------------ | --- |
| ライブ               | 2003年8月23日  | フラカン一座、熱狂低気圧 磔磔ライブ                | CD        | TXXC-1001                                  | ライブ会場限定発売                                                                                                |
| ライブ+ レアトラック | 2007年10月10日 | LIVE TRASH, RARE TRASH                             | 2CD       | TXXC-1004/5                                | ライブ会場・通販限定発売                                                                                          |
| トリビュート         | 2009年9月16日  | 深夜高速 -生きててよかったの集い-                  | CD        | AICL-2039                                  | 結成20周年を記念したトリビュートアルバム。「深夜高速」を様々なアーティストがカバー。                              |
| ライブ               | 2013年3月22日  | @WWW 2013.1.23 Premium Live “Beautiful Dreamer”    | CD+DVD CD | AICL-2516/17（初回盤） AICL-2518（通常盤） | キーボードやストリングス隊を含む特別編成で行われたライブを収録したもの。                                          |
| トリビュート         | 2014年10月22日 | I♥FC MORE THAN EVER                                | CD        | AICL-2571                                  | 結成25周年を記念したトリビュートアルバム。                                                                        |
| ライブ               | 2018年3月3日   | 磔磔ライヴ2 〜寒中熱風48〜                         | CD        | CSRCD-1/2                                  | |
| セルフカバー         | 2018年8月1日   | フォークの爆発第１集 〜29〜                        | CD        | XQNG-1002                                  | 初のアコースティック・セルフカヴァーアルバム。                                                                    |
| スタジオ・ライブ     | 2021年12月31日 | フォークの爆発第2集 〜おくのさんといっしょライヴ〜 | CD+DVD    | CSRCD-5                                    | キーボードに奥野真哉氏を迎え、スタジオライブ編としてレコーディングした、アコースティック・セルフカバーアルバム。  |
| レアトラック         | 2025年7月9日   | HESOKURI 〜オリジナルアルバム未収録集〜            | CD        | DQCL-3946                                  | 配信限定楽曲、他アーティストトリビュート盤に参加した楽曲、シングル・カップリングに収録された楽曲を収録。（全19曲) |

### 映像作品
|      | リリース日     | タイトル                                                                        | 規格品番     | 規格    | 備考 |
| ---- | -------------- | ------------------------------------------------------------------------------- | ------------ | ------- | ---- |
| 1st  | 1997年3月21日  | 地下室からこんにちは                                                            | ARVJ-10      | VHS     |      |
| 2nd  | 1998年9月9日   | Mammoth Club Circuit                                                            | ARVJ-20      | VHS     |      |
| 3rd  | 1999年3月20日  | Live West & East                                                                | ARVJ-26      | VHS     |      |
| 4th  | 2004年4月21日  | THE BEST OF FLOWER COMPANYZ "映像の爆発!" フラカン・ビデオ・クリップ集          | TXBA-10      | DVD     |      |
| 5th  | 2005年12月7日  | LIVE FLOWER at shibuya O-west July 2005                                         | TXBA-16      | DVD     |      |
| 6th  | 2011年4月13日  | 終わらないツアー-フラワーカンパニーズ結成20周年とその後-                        | AIBL-9210    | DVD     |      |
| 7th  | 2013年10月23日 | フラワーカンパニーズライブ2013 (渋谷WWW & 日比谷野外大音楽堂)                   | AIBL-9280    | DVD     |      |
| 7th  | 2013年10月23日 | フラワーカンパニーズライブ2013 (渋谷WWW & 日比谷野外大音楽堂)                   | AIXL-43      | Blu-ray |      |
| 8th  | 2016年3月16日  | フラカンの日本武道館 -生きててよかった、そんな夜はココだ!-                      | AIBL-9339/42 | DVD     |      |
| 8th  | 2016年3月16日  | フラカンの日本武道館 -生きててよかった、そんな夜はココだ!-                      | AIXL-67/9    | Blu-ray |      |
| 9th  | 2020年4月1日   | フラカン、二十代の記録 -Flower Companyz Twenties Records-                       | DQXL-3582/3  | Blu-ray |      |
| 10th | 2020年11月11日 | フラカンの横浜アリーナ -リモートライヴ編- 〜生き続けてる事は最大のメッセージ!〜 | CSRVD-1      | DVD     |      |
| 11th | 2023年2月25日  | 二十五年後 〜フラカンの日比谷野音 2022と1997〜                                  | CSRVD-3/4    | Blu-ray |      |

### 参加作品
| 発売日         | タイトル                                                         | 規格品番   | 収録曲                                                            | 備考                                  |
| -------------- | ---------------------------------------------------------------- | ---------- | ----------------------------------------------------------------- | ------------------------------------- |
| 2002年12月4日  | 昭和レジデンス 青盤                                              | BSCL-30008 | 14.香り/フラワーカンパニーズ 15.涙でいっぱい/フラワーカンパニーズ | SUBSTANCE                             |
| 2003年10月29日 | 外道狂TRIBUTE～ゲゲゲの外道讃歌～                                | AICL-1493  | 2.にっぽん讃歌                                                    | Sony Music Associated Records         |
| 2005年1月20日  | D★SELDOME 其の10                                                 | SELD-010   | 11.深夜高速                                                       | 新星堂限定販売                        |
| 2006年3月22日  | GO-GO KING RECORDERS ORIGINAL RECORDINGS vol.1                   | COCP-50884 | 4.真赤な太陽                                                      | TRIAD                                 |
| 2006年4月21日  | mF247.jp:GOOD VIBE IF YOU WANT IT!ROCK VOL.1                     | MFDS-0001  | 1.深夜高速                                                        | mF247                                 |
| 2007年1月7日   | NO COLLECTORS NO LIFE                                            | YOUTH-011  | 3.30                                                              | Youth inc.                            |
| 2007年8月22日  | 酔いどれ詩人になるまえに                                         | VPCC-84437 | 5.青い春                                                          | VAP                                   |
| 2008年4月9日   | ニッポンのロックを聴こう!                                        | MHCL-1322  | 15.深夜高速                                                       | GT music                              |
| 2009年12月9日  | THIS IS FOR YOU〜THE YELLOW MONKEY TRIBUTE ALBUM                 | BVCL-50    | 12.プライマル。                                                   | THE YELLOW MONKEYトリビュートアルバム |
| 2010年6月16日  | DJやついいちろう「ATARASHII YATSU!」                             | VICL-63635 | 19.真冬の盆踊り                                                   | Victor Entertainment                  |
| 2010年9月8日   | モテキ的音楽のススメ 土井亜紀・林田尚子盤                        | AICL-2163  | 3.深夜高速（2009)                                                 | Sony Music Associated Records         |
| 2010年12月1日  | ロマンチスト〜THE STALIN・遠藤ミチロウTribute Album〜            | BVCL-148   | 6.GO GO スターリン                                                | Ariola                                |
| 2010年11月10日 | ピエロとスイカと88ライダー                                       | KICS-1624  | 1.青いお空に                                                      | ニューロティカトリビュートアルバム    |
| 2011年3月16日  | GO!GO!7188 Tribute - GO!GO! A GO!GO!                             | VICB-60069 | 7.跳び跳ねマーチ                                                  | Victor Entertainment                  |
| 2012年5月23日  | 東京こんぴ 藍盤                                                  | VICL-63874 | 13.東京タワー                                                     | Victor Entertainment                  |
| 2013年3月6日   | ユニコーン・カバーズ                                             | KSCL-30008 | 1.スターな男                                                      | Ki/oon Music                          |
| 2016年8月3日   | ソウル・フラワー・ユニオン&ニューエスト・モデル 2016トリビュート | CRCP-40473 | 5.そら～この空はあの空につながっている                            | CROWN STONES                          |
| 2017年2月15日  | スキマスイッチ『re:Action』                                      | AUCL-218   | 3.フィクション produced by フラワーカンパニーズ                   | Ariola                                |
| 2017年12月20日 | ソングライター                                                   | TKCA-74606 | 3.ガマン                                                          | 三宅伸治トリビュート・アルバム        |

### 楽曲提供
| 発売日         | 曲名             | アーティスト | 初収録作品                             | 備考                                                 |
| -------------- | ---------------- | ------------ | -------------------------------------- | ---------------------------------------------------- |
| 2016年4月13日  | マグダラのマリア | 夏木マリ     | ミニアルバム『朝はりんごを食べなさい』 | 作曲：鈴木圭介                                       |
| 2020年9月23日  | 夢のつづき       | V6           | シングル『It's my life/PINEAPPLE』     | 作詞作曲：鈴木圭介、編曲：フラワーカンパニーズ       |
| 2024年12月18日 | ボディブロー     | アイボリーズ | 配信シングル                           | 作曲：竹安堅一・鈴木圭介、編曲：フラワーカンパニーズ |

### 書籍
- 鈴木圭介全歌詞集 「イッツ オンリー ロッキュンロール」（2006年11月11日）
  - ライブダイジェスト収録のDVD付
- 鈴木圭介エッセイ集 「三十代の爆走」（2008年11月26日）
- バンド・スコア「フラワーカンパニーズ／NUDE CORE BEST」（2013年4月30日 ドレミ楽譜出版社）
- バンドヒストリー本「消えぞこない 〜メンバーチェンジなし!活動休止なし!ヒット曲なし!のバンドが結成26年で日本武道館ワンマンライブにたどりつく話〜」（2015年9月16日、リットーミュージック）[11]
- 鈴木圭介エッセイ集 「深夜ポンコツ」（2020年5月30日、左右社）
- 歌詞の絵本「歌詞の本棚　深夜高速」(2025年7月11日、リットーミュージック)[12]

## タイアップ
| 曲名                                            | タイアップ先                                                                                         |
| ----------------------------------------------- | --- |
| 最高の夏                                        | テレビ朝日系『SPORTS SPOTTERS』エンディングテーマ                                                    |
| 涙よりはやく走れ                                | NHK-FM『ミュージック・スクエア』エンディングテーマ                                                   |
| ホップ ステップ ヤング                          | テレビ朝日系『人気者でいこう!』1998年4月～6月度エンディングテーマ                                    |
| ヒコーキ雲                                      | アニメ『はれときどきぶた』第18話 - 第36話エンディングテーマ                                          |
| 夜明け                                          | TBS『POP FILE』エンディングテーマ                                                                    |
| BELLBOTTOM JACK                                 | 日本テレビ『アンナ音版』エンディングテーマ                                                           |
| 元少年の歌                                      | 映画『誘拐ラプソディー』主題歌                                                                       |
| 青い春                                          | 映画『彩恋 SAI-REN』挿入歌                                                                           |
| 三百六十五歩のマーチ                            | ベネッセコーポレーション「進研ゼミ中学講座」CMソング                                                 |
| 元気ですか                                      | 中国放送『元就。』オープニングテーマ                                                                 |
| ビューティフルドリーマー                        | ドラマ『まほろ駅前多田便利軒』オープニングテーマ                                                     |
| 感情七号線                                      | テレビ東京系『アリなし〜アリケン★ゴールデンスタジアム〜』2010年10月23日 - 12月25日エンディングテーマ |
| 夜空の太陽                                      | アニメ『宇宙兄弟』第65話 - 第75話エンディングテーマ                                                  |
| すべてはALRIGHT(YA BABY)                        | キリンビール「のどごしALLRIGHT」CMソング                                                             |
| マイ・スウィート・ソウル                        | テレビ東京系『ポンコツ&さまぁ〜ず』2016年1月度エンディングテーマ                                     |
| 青い吐息のように                                | NHKBSプレミアムドラマ『初恋芸人』テーマソング                                                        |
| 消えぞこない                                    | 映画『リングサイド・ストーリー』主題歌                                                               |
| 唇                                              | 映画『リングサイド・ストーリー』エンディング・ソング                                                 |
| キャンパス                                      | 映画『リングサイド・ストーリー』挿入歌                                                               |
| 最後にゃなんとかなるだろう ～笑顔にするぜver.～ | お笑いフェス「常滑お笑いＥＸＰＯｉｎ知多半島」テーマソング                                           |
| ピースフル                                      | BSジャパンドラマ『プリズンホテル』主題歌                                                             |
| 西陽                                            | 映画『台風家族』主題歌                                                                               |
| 深夜高速                                        | 三井住友銀行「柱」篇 CMソング                                                                        |

## 主な出演

### 短編映画
- ドラムマンz バチがもたらす予期せぬ出来事（2015年12月12日 - 2016年1月1日、シネマスコーレ限定公開） ※主演はミスター小西、バンドメンバーも出演[15]。